# Secretaría de Pueblos y Barrios Originarios y Comunidades Indígenas Residentes de la Ciudad de México
La Secretaría de Pueblos y Barrios Originarios y Comunidades Indígenas Residentes (SEPI), es una de las dependencias de la administración pública centralizada del gobierno de la Ciudad de México (CDMX). Tiene como responsabilidad establecer y ejecutar políticas públicas y programas en favor de Pueblos y Barrios Originarios y Comunidades Indígenas Residentes (PyBOyCIR) en la Capital mexicana. El objetivo rector de la SEPI es promover su visibilización, dignificación y reconocimiento legal, social y político.

## Antecedentes
El 7 de marzo de 2007 se creó el Consejo de los Pueblos y Barrios Originarios del Distrito Federal, enfocado al fomento, preservación y difusión de su cultura originaria y tradicional. El Consejo dependía entonces de la Secretaría de Cultura, pero el 7 de noviembre de 2013 fue adscrito a la Secretaría de Gobierno. Posteriormente, el 4 de mayo de 2018, se publicó la Ley Orgánica del Poder Ejecutivo y la Administración Pública de la Ciudad de México, la cual determinaba las competencias de la entonces denominada Secretaría de Desarrollo Rural y Equidad para las Comunidades (Sederec). Ya en septiembre de ese 2018, la Jefa de Gobierno, Claudia Sheinbaum, decidió la sustitución de la Sederec por la nueva Secretaría de Pueblos y Barrios Originarios y Comunidades Indígenas Residentes SEPI.

El 17 de septiembre de 2018 entró en vigor la Constitución Política de la Ciudad de México, la cual instituyó por primera vez los derechos de los pueblos, barrios y comunidades indígenas en la Capital mexicana de la siguiente manera: 

Artículo 2 De la naturaleza intercultural, pluriétnica, plurilingüe y pluricultural de la Ciudad.

1. La Ciudad de México es intercultural, tiene una composición plurilingüe, pluriétnica y pluricultural sustentada en sus habitantes; sus pueblos y barrios originarios históricamente asentados en su territorio y en sus comunidades indígenas residentes. Se funda en la diversidad de sus tradiciones y expresiones sociales y culturales.
Asimismo, la Constitución de la CDMX, en su capítulo VII Ciudad Pluricultural, en su artículo 57 sobre los Derechos de los pueblos indígenas en la Ciudad de México, y en su artículo 58, reconoce en extenso la composición pluricultural, plurilingüe y pluriétnica de la Capital, y reconoce a los pueblos indígenas de la CDMX su carácter jurídico, el derecho a su libre determinación y autonomía; sus facultades, sus derechos de participación ciudadana, de comunicación, culturales, al desarrollo propio, a la educación, a la salud, al acceso a la justicia; a la tierra, al territorio y a los recursos naturales; así como sus derechos laborales. Para cumplir con dichas disposiciones, en el último párrafo de ese artículo se constituye un organismo público, que hoy es la SEPI.

Finalmente, el 13 de diciembre de 2018 fue publicada la Ley Orgánica del Poder Ejecutivo y de la Administración Pública de la Ciudad de México, que en la fracción XIV de su artículo 16 y en su artículo 39, da existencia jurídica, atribuciones y competencias a la SEPI.

## Atribuciones
Las atribuciones de la SEPI, conforme a la Ley Orgánica citada, se dirigen fundamentalmente a respetar, reconocer y promover a los PyBOyCIR. Algunas de estas atribuciones son las siguientes: 
- Formular, ejecutar y evaluar planes, programas y acciones para el desarrollo integral, intercultural y sostenible de los PyBOyCIR de la Ciudad, con  perspectiva de derechos humanos y de género.
- Fortalecer el ejercicio de los derechos colectivos e individuales de los PyBOyCIR.
- Diseñar y ejecutar consultas a las comunidades indígenas respecto a medidas administrativas y legislativas que les impacten sustancialmente.
- Apoyar, capacitar y asesorar jurídicamente a las autoridades, representantes e integrantes de los PyBOyCIR, en el ejercicio de sus derechos individuales y colectivos, con perspectiva intercultural y de género.
- Promover y operar acciones para garantizar los derechos de las niñas y mujeres indígenas, con perspectiva intercultural y de género para su desarrollo integral.
- Crear y ejecutar programas de difusión para el uso pleno de las lenguas indígenas, modificar su situación de desprestigio y dignificar a sus hablantes.
- Colaborar en la capacitación, formación, profesionalización y actualización de las personas traductoras e intérpretes de lenguas indígenas.
- Promover y fortalecer el acceso de los PyBOyCIR a las tecnologías de la información y comunicación, así como a los servicios de radiodifusión y telecomunicaciones en sus lenguas indígenas;
- Visibilizar, fortalecer, recuperar y recrear las identidades, cosmovisiones y culturas indígenas.
- Colaborar en la creación y operación de un sistema de indicadores en materia indígena.
- Brindar servicios legales para la defensa de sus derechos con perspectiva intercultural y de género.
- Promover la protección de la propiedad intelectual, el patrimonio cultural, conocimientos y expresiones culturales indígenas.
- Impulsar la medicina tradicional y su incorporación al sistema de salud pública;

## Principales Programas
Entre los principales programas de trabajo de la SEPI se encuentran: 

### Ojtli. Acercándonos para mejorar
Es un programa para mejorar condiciones de comunicación y movilidad de los habitantes de los pueblos y barrios originarios de la Ciudad de México, enfocado a combatir las condiciones desfavorables de vida de esa población proporcionando recursos económicos para la realización de obras de comunicación terrestre fundamentalmente en las alcaldías Milpa Alta, Tláhuac, Xochimilco, Tlalpan, Magdalena Contreras, Álvaro Obregón y Cuajimalpa, para fomentar el acceso a bienes y servicios básicos,  incrementar, facilitar y economizar el flujo de mercancías para la producción o su comercialización y acrecentar la seguridad de mujeres y familias, con la participación comunitaria y la integración y desarrollo humano y social. Se realiza mediante: 
- Proyectos comunitarios de dotación de apoyos para al menos 15 unidades territoriales representadas por comités comunitarios integrados por 5 personas para beneficiar aproximadamente a 34.6 mil personas.
- Personas beneficiarias facilitadoras de servicios técnicos asesorando, dando seguimiento, verificando y vigilando la ejecución y cierre de proyectos comunitarios.
- Personas beneficiarias facilitadoras de servicios sociales encargadas de actividades administrativas, de difundir, de asesorar y de acompañar a los integrantes de los pueblos y barrios participantes.

### Refloreciendo pueblos y comunidades, 2021
Es un programa dirigido a hacer efectivos los derechos lingüísticos de los integrantes de los PyBOyCIR, proporcionando apoyos económicos para la existencia de servicios de traducción e interpretación en lenguas indígenas nacionales en los ámbitos de salud, educación, derechos humanos y justicia -entre otros- mediante capacitación, sensibilización e información para atender con pertinencia cultural y lingüística a esas poblaciones en la Ciudad de México; de modo que los integrantes de los PyBOyCIR puedan y tengan el mismo derecho a comunicarse en sus lenguas indígenas nacionales que en español, en establecimientos públicos o privados. 
Este programa se realiza al: 
- Hacer efectivos y ampliar los derechos lingüísticos de los pueblos y comunidades indígenas de la Ciudad de México al brindarles servicios de interpretación y traducción para que sean atendidos en la lengua indígena de que sean hablantes durante juicios y procedimientos judiciales, en forma oral y escrita, individual o colectivamente.
- Proporcionar servicios de interpretación y traducción para coproducir con instituciones públicas y privadas de la Ciudad de México contenidos en lenguas indígenas que difundan programas, obras y servicios que beneficien a las comunidades indígenas residentes y pueblos originarios de la Ciudad de México, mediante actividades presenciales, territoriales, itinerantes y plataformas digitales y redes sociales.
- Capacitar mediante actividades presenciales, territoriales, itinerantes y plataformas digitales y redes sociales, en interpretación y traducción para garantizar que instituciones, dependencias y oficinas públicas o privadas, cuenten con personal con conocimientos de lenguas indígenas y puedan proporcionar en la Ciudad de México sus servicios a hablantes de lenguas indígenas.

## Titulares
| Jefe de Gobierno  | Titular                          | Fecha Inicio            | Fecha de término       |
| ----------------- | -------------------------------- | ----------------------- | ---------------------- |
| Claudia Sheinbaum | Larisa Ortiz Quintero            | 5 de diciembre de 2018  | 8 de diciembre de 2020 |
| Claudia Sheinbaum | Laura Ita Andehui Ruiz Mondragón | 17 de diciembre de 2020 | 4 de octubre de 2024   |
| Clara Brugada     | Nelly Antonia Juárez Audelo      | 5 de octubre de 2024    |                        |

## Estructura orgánica
Para el cumplimiento de sus atribuciones, la SEPI cuenta actualmente con la oficina de la persona titular de la Secretaría, cinco direcciones de área, seis subdirecciones y dieciséis unidades departamentales.

## Galería

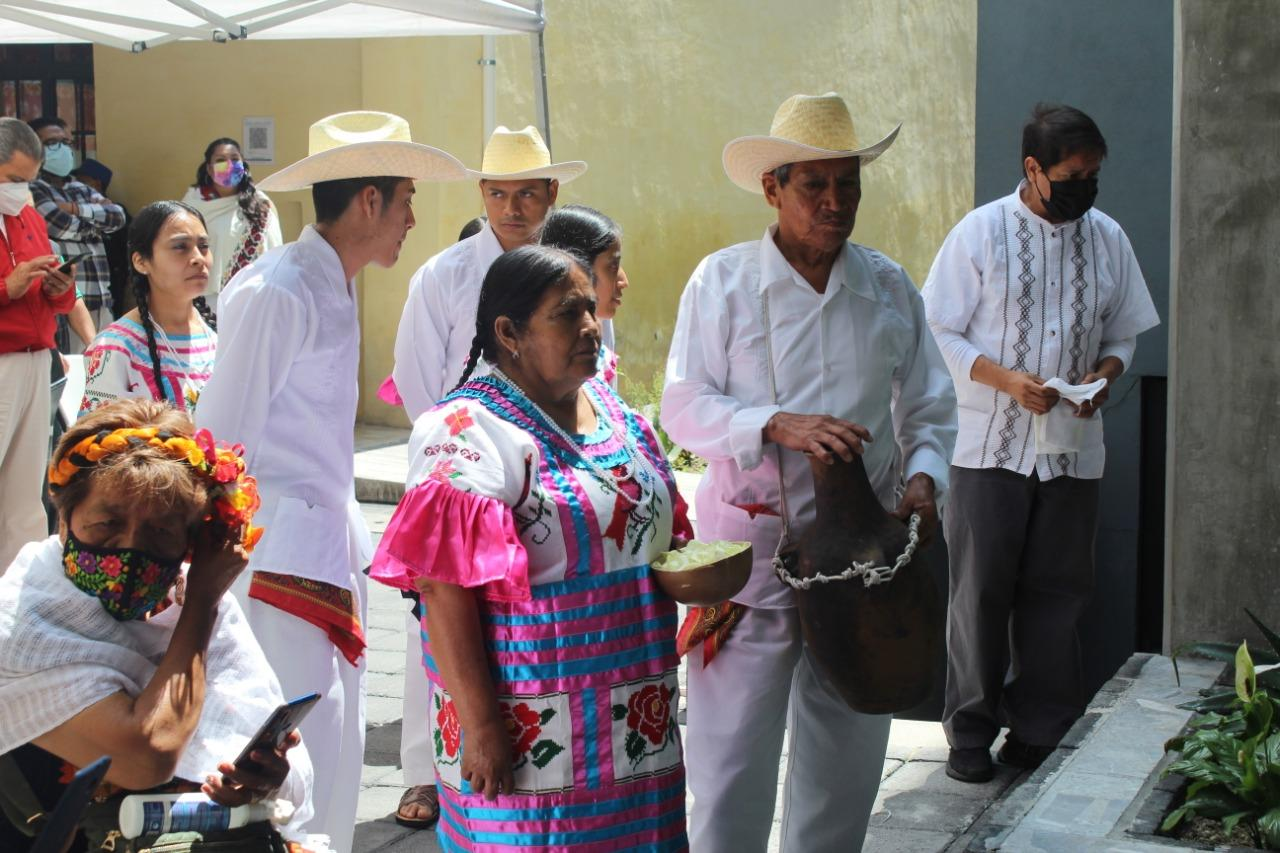
La cultura de las comunidades indígenas en la Ciudad de México
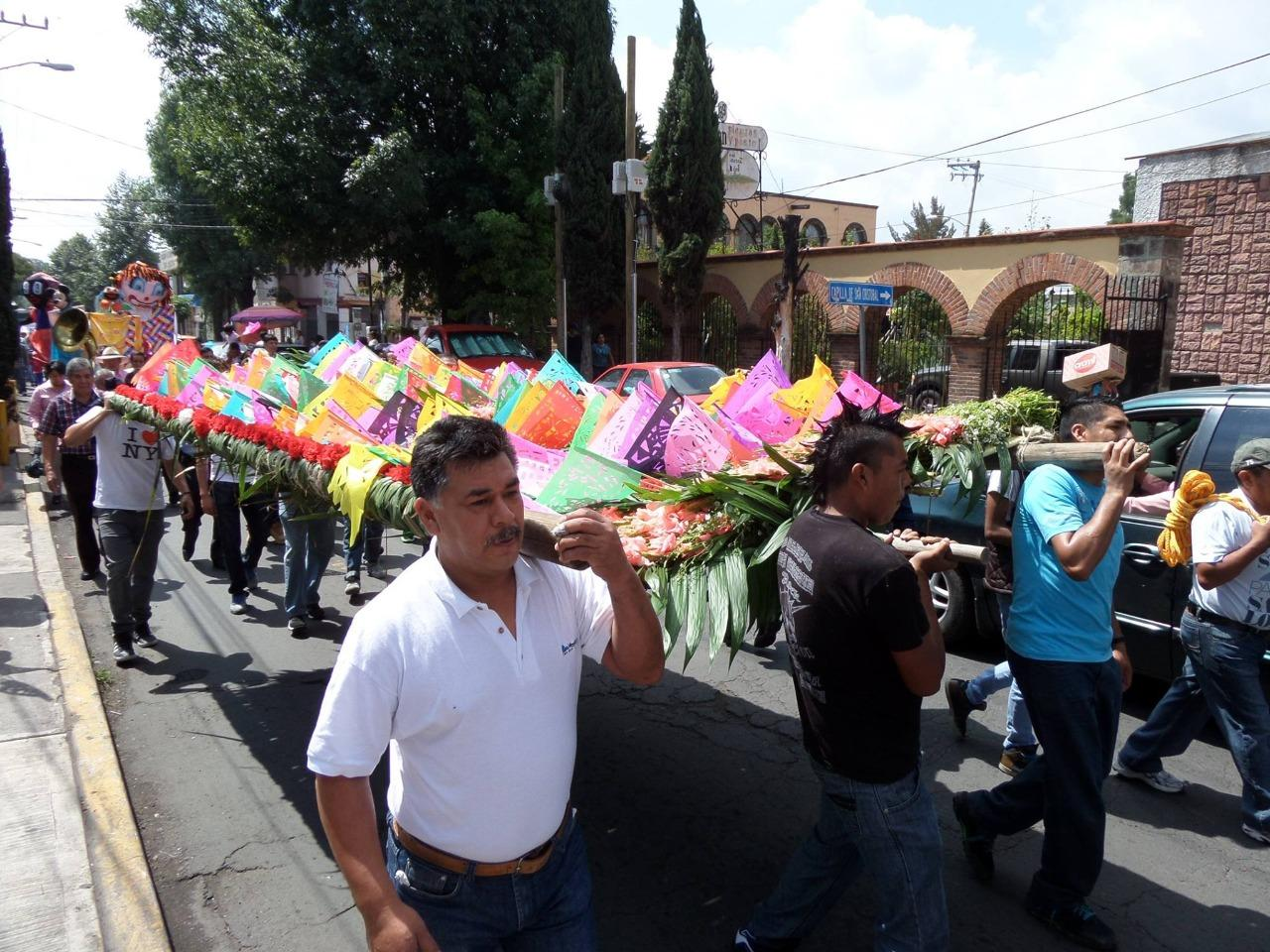
Celebraciones y festividades de los pueblos y barrios originarios de la Ciudad de México
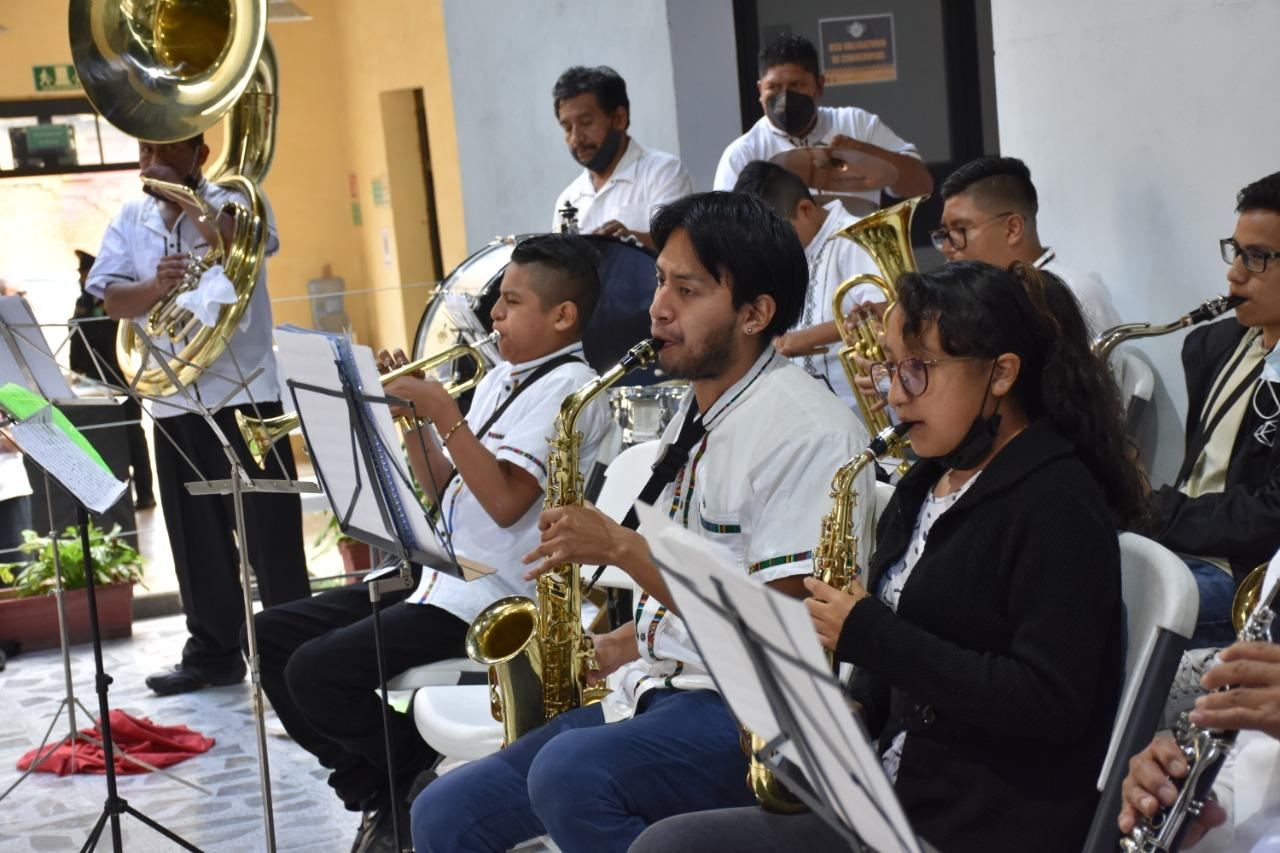
Bandas de viento infaltables en ceremonias de los barrios originarios
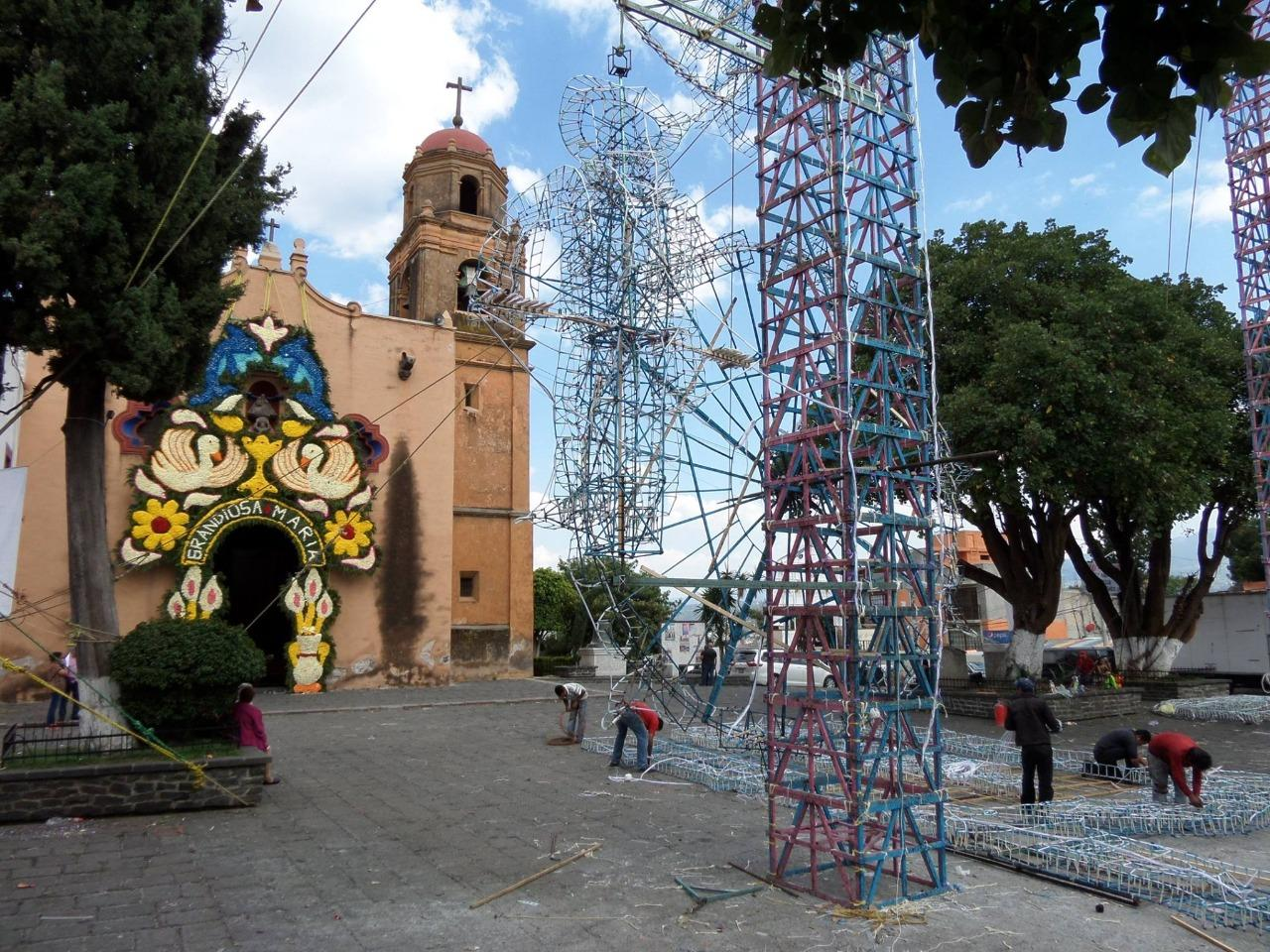
Pirotecnia durante la pandemia en barrios originarios
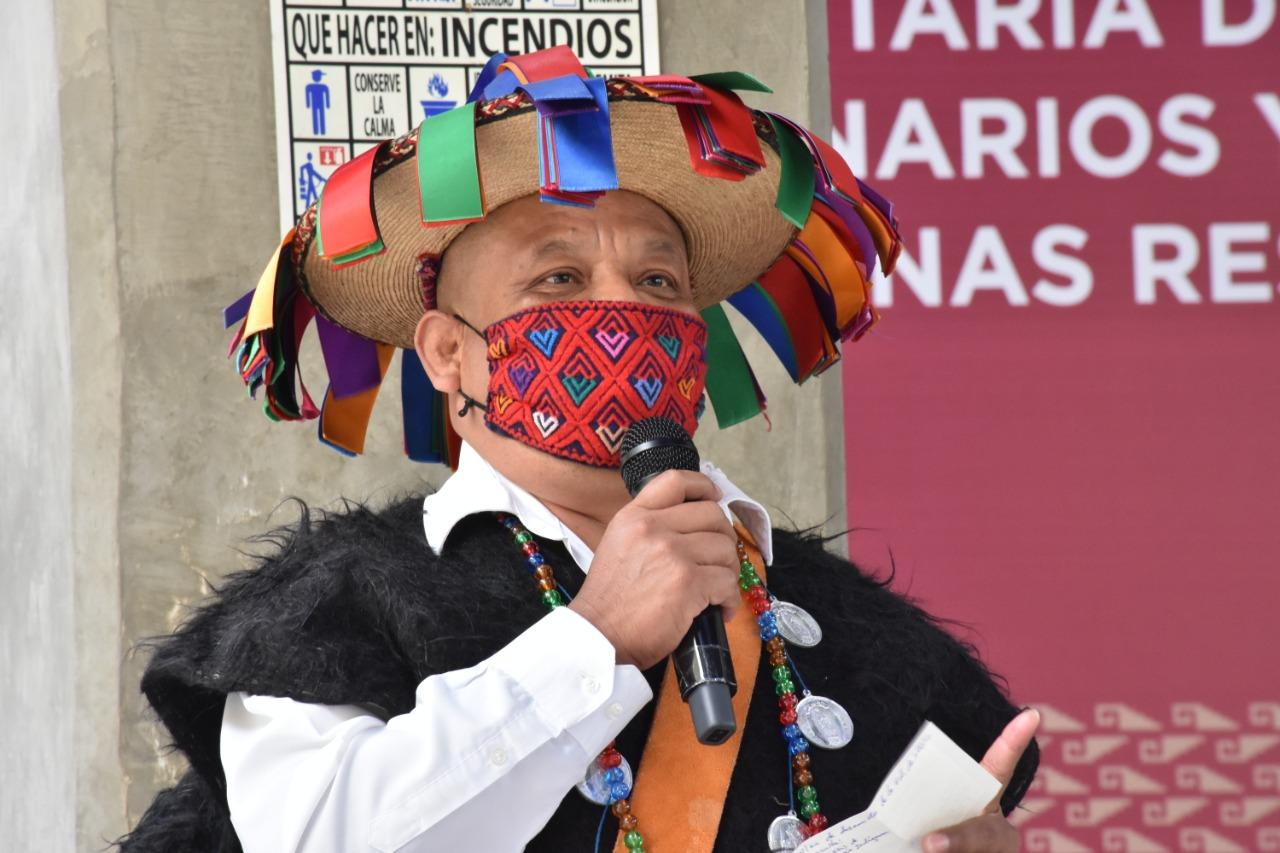
Los grupos indígenas e indígenas residentes tienen reconocimiento constitucional en la CDMX.
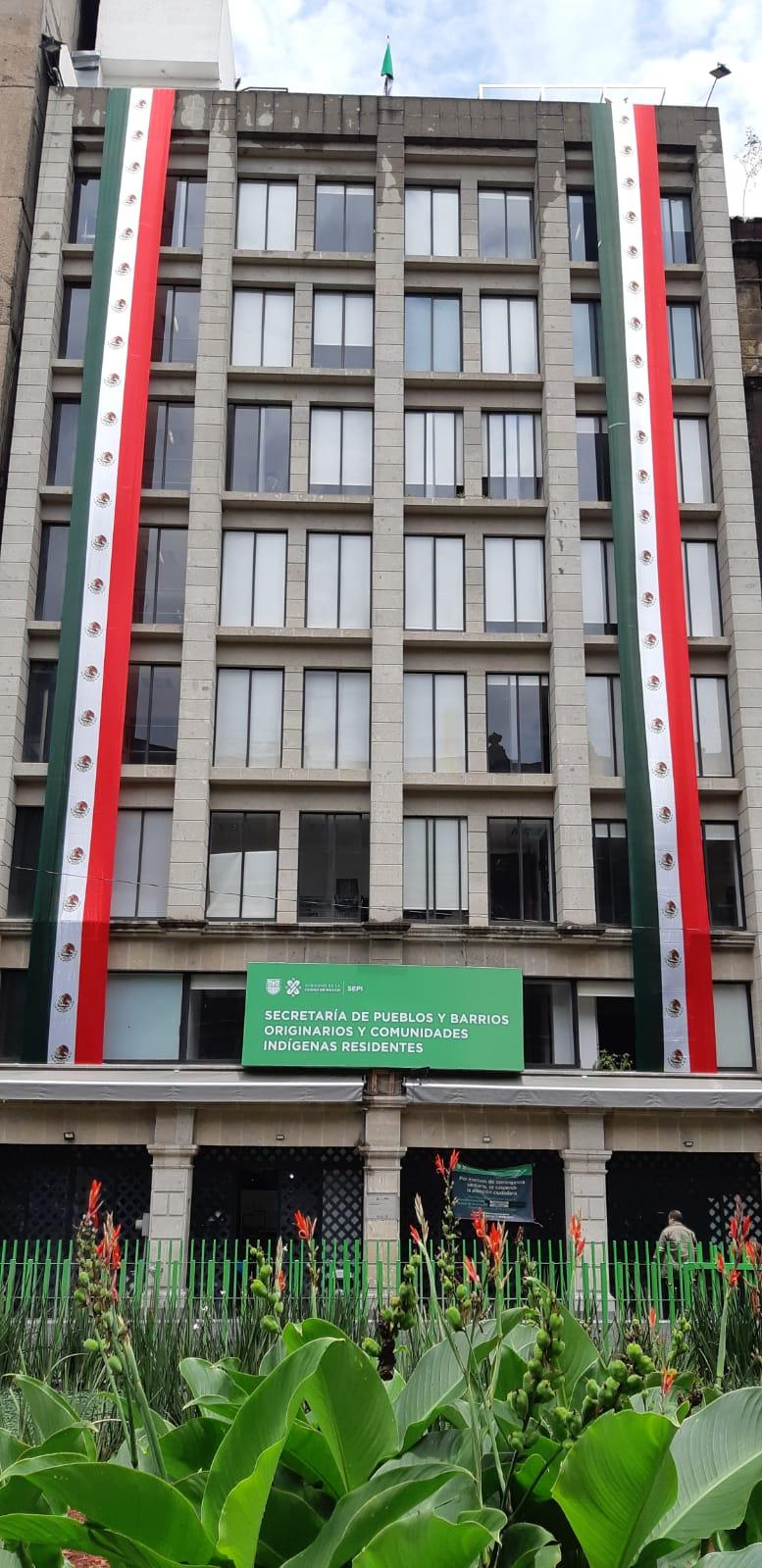
Edificio de la SEPI en la Ciudad de México
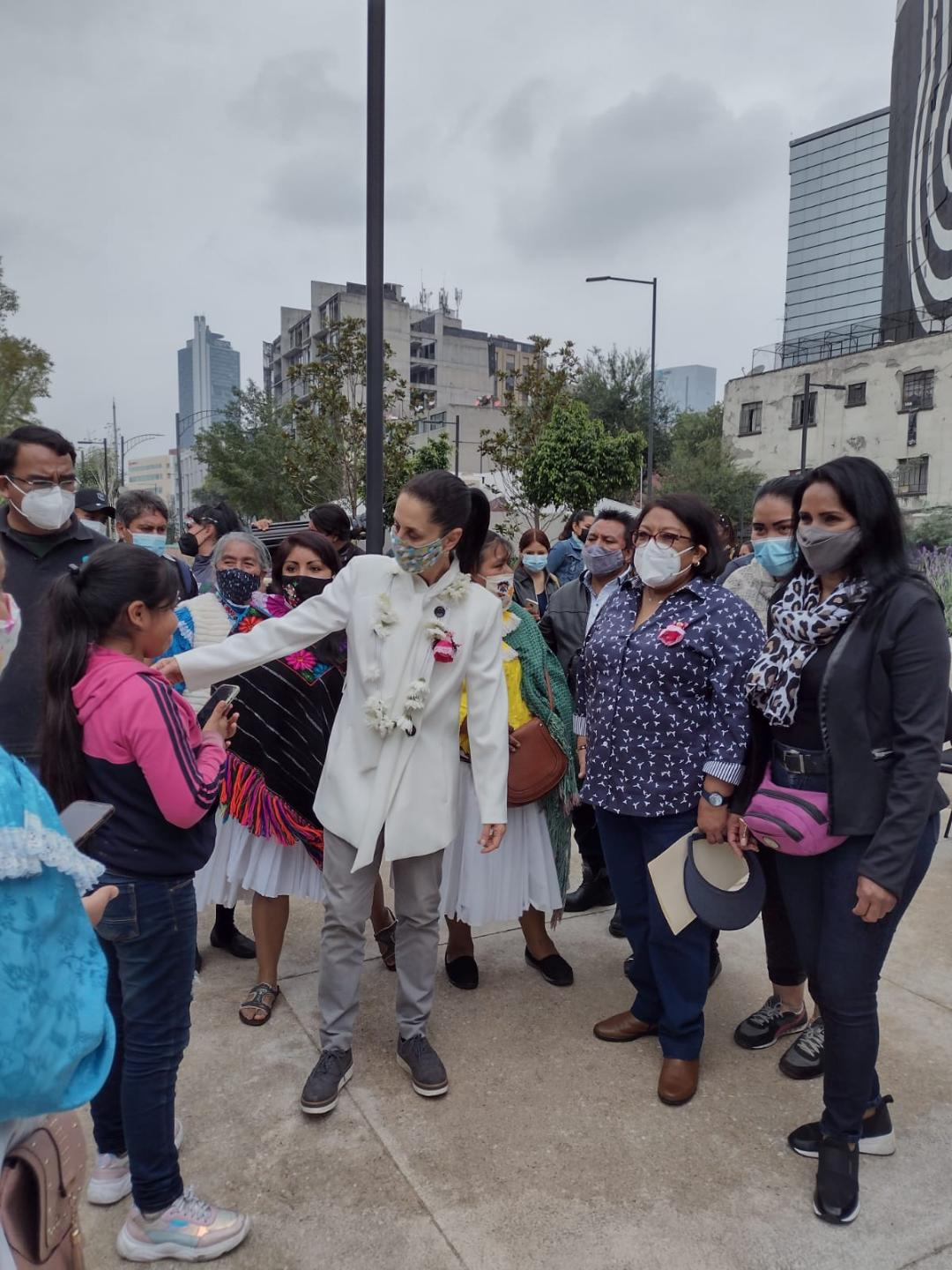
Las doctoras Claudia Sheinbaum y Laura Ita Andehui con indígenas radicadas en la Ciudad de México
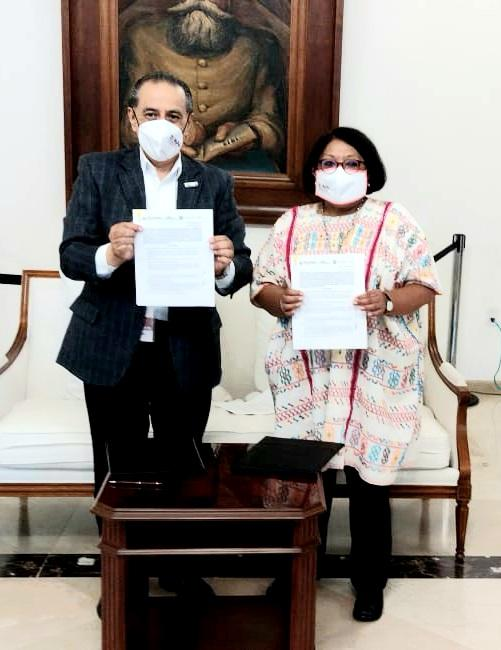
Firma de convenio, entre la SEPI y Radio Educación representada por el Maestro Gabriel Sosa Plata (15/07/2021)